# هيذر ستيفنس
هيذر ستيفنس (بالإنجليزية: Heather Stephens)‏ هي ممثلة أمريكية، ولدت في 3 نوفمبر 1971 في الولايات المتحدة.

## أعمال

### أفلام
- (1997) دانتيز بيك[1]
- (2001) تومكاتس[2]

### مسلسلات
- آنجل
- إن سي آي إس
- بيفرلي هيلز 90210

## وصلات خارجية
- هيذر ستيفنس على موقع IMDb (الإنجليزية)
- هيذر ستيفنس على موقع ألو سيني (الفرنسية)
- هيذر ستيفنس على موقع أول موفي (الإنجليزية)
- هيذر ستيفنس على موقع قاعدة بيانات الأفلام السويدية (السويدية)
- هيذر ستيفنس على موقع قاعدة بيانات الفيلم (الإنجليزية)
- هيذر ستيفنس على موقع كينوبويسك (الروسية)